# Guy Lachapelle
Guy Lachapelle est un politologue québécois. Il enseigne au Département de science politique de l’Université Concordia depuis 1984, et y devient professeur titulaire en 1996. Ses travaux récents portent sur les politiques publiques, la théorie de l’opinion publique et la politique américaine et québécoise.
Guy Lachapelle obtient en 1986 un doctorat en science politique de la Northwestern University. Il est président de la Société québécoise de science politique de 1996 à 1997. Il est secrétaire général de l’Association internationale de science politique depuis 2000. Il est aussi administrateur et chercheur-associé à l'Institut de recherche sur l'autodétermination des peuples et les indépendances nationales. Il a été candidat aux élections québécoises de 2007 pour le Parti québécois, dans la circonscription de Fabre.

## Œuvres[2]
- Guy Lachapelle et Stéphane Paquin (dir.), Mondialisation, gouvernance et nouvelles stratégies subétatiques, Québec, Presses de l'Université Laval, 2004
- (es) Francesc Morata, Guy Lachapelle et Stéphane Paquin, Globalización, Gobernanza E Identidades, Barcelone, Fundació Carles PI i Sunyer, 2004
- Guy Lachapelle, Claude Ryan et la violence du pouvoir – Le Devoir et la Crise d’octobre 1970 ou le combat de journalistes démocrates, Québec, Presses de l’Université Laval, 2005
- Guy Lachapelle, Diversité culturelle, identités et mondialisation, Québec, Presses de l'Université Laval, 2008
- Marie-France Charbonneau et Guy Lachapelle, Le Bloc Québécois: 20 ans au nom du Québec, Richard Vézina Éditeur, 2010
- Guy Lachapelle, Le destin américain du Québec, Québec, Presses de l'Université Laval, coll. « Prisme », 2011
- Stéphane Paquin, Luc Bernier et Guy Lachapelle, L'analyse des politiques publiques, Montréal, Les Presses de l'Université de Montréal, 2011
- (en) Guy Lachapelle et Philippe Maarek (dir.), Political Parties in the Digital Age, Berlin, De Gruyter, 2015